# Soundtrack Pro
Soundtrack Pro(サウンドトラック・プロ)は、かつてAppleが開発・販売していたプロ向けのオーディオ編集・制作ソフトウェアである。
Final Cut Studio の構成ソフトの1つ。

## 概要
2005年4月18日、革新的なオーディオ編集およびサウンドデザインアプリケーションとして発表された。

## バージョン
Soundtrack Pro 2.0 
Soundtrack Pro 3 